# Крек, Михел
Михел Крек (нидерл. Michel Kreek МФА: [ˈmiʃɛl ˈkreːk]; род. 16 января 1971, Амстердам) — нидерландский футболист.

## Биография

### Клубная карьера
Михел Крек начал свою футбольную карьеру в амстердамском «Аяксе». Дебют Михела состоялся 29 октября 1989 года в матче против «Харлема», Крек в матче вышел на замену на 77 минуте, а его клуб победил со счётом 4:0. Всего в чемпионате Нидерландов сезона 1989/90 Крек сыграл 2 матча, а также стал чемпионом Нидерландов. Основным игроком обороны «Аякса» Михел стал в сезоне 1991/1992, проведя в чемпионате 25 матчей и забив 2 мяча. В том же сезоне Крек стал обладателем Кубка УЕФА и Кубка Сантьяго Бернабеу, в финале последнего был обыгран мадридский «Реал» со счётом 3:1.
В середине сезона 1993/94 Михел потерял основное место в составе, на его место главный тренер отдавал предпочтение Эдгару Давидсу. В 1994 году Крек покинул «Аякс» и перешёл в итальянский клуб «Падова». В своём первом сезоне в чемпионате Италии Михел провёл 24 матча и забил 7 мячей. Следующий сезон для Михела и его клуба сложился неудачно, команда по итогам сезона заняла последнее, 18-е место и вылетела в Серию В. По окончании сезона Крек перешёл «Перуджу», в составе которой провёл одни сезон, отыграв 32 матча и забив 2 мяча. По окончании чемпионата Италии сезона 1996/97 Михел вернулся в Нидерланды и стал игроком «Витесса».
За «Витесс» Михел за пять лет провёл во всех турнирах более 150 матчей. В 2000 году Крек перешёл в греческий «АЕК» из Афин. За два сезона в чемпионате Греции Михел провёл 29 матчей. В 2004 году Крек подписал контракт с клубом Виллем II. 30 ноября 2005 года Михел провёл свой последний матч, против клуба «НЕК», завершившийся поражением «Виллема II» со счётом 0:2. 6 декабря 2005 года Михел объявил о завершении своей игровой карьеры из-за травмы.

### Карьера в сборной
За национальную сборную Нидерландов Михел провёл один матч, который состоялся 22 февраля 1995 года против сборной Португалии, завершившийся победой португальцев со счётом 1:0.

### Тренерская карьера
После завершения игровой карьеры Михел вернулся в свой бывший клуб «Аякс» и занял пост футбольного директора юношеских команд «Аякса» «Аякс Б», а также Крек взял на себя обязанности тренера юношеского клуба «Аякс Д1».

## Статистика

### Матчи Крека за сборную Нидерландов
| Матчи Крека за сборную Нидерландов | Матчи Крека за сборную Нидерландов | Матчи Крека за сборную Нидерландов | Матчи Крека за сборную Нидерландов | Матчи Крека за сборную Нидерландов | Матчи Крека за сборную Нидерландов |
| ---------------------------------- | ---------------------------------- | ---------------------------------- | ---------------------------------- | ---------------------------------- | ---------------------------------- |
| №                                  | Дата                               | Соперник                           | Счёт                               | Голы Крека                         | Соревнование                       |
| 1                                  | 22 февраля 1995                    | Португалия                         | 0:1                                | —                                  | Товарищеский матч                  |

Итого: 1 матч / 0 голов; 0 побед, 0 ничьих, 1 поражение.

## Достижения
- Чемпион Нидерландов: 1990, 1994
- Обладатель Кубка Нидерландов: 1993
- Обладатель Суперкубка Нидерландов: 1993
- Обладатель Кубка УЕФА: 1992
- Обладатель Кубка Сантьяго Бернабеу: 1992